# Miądrzyga

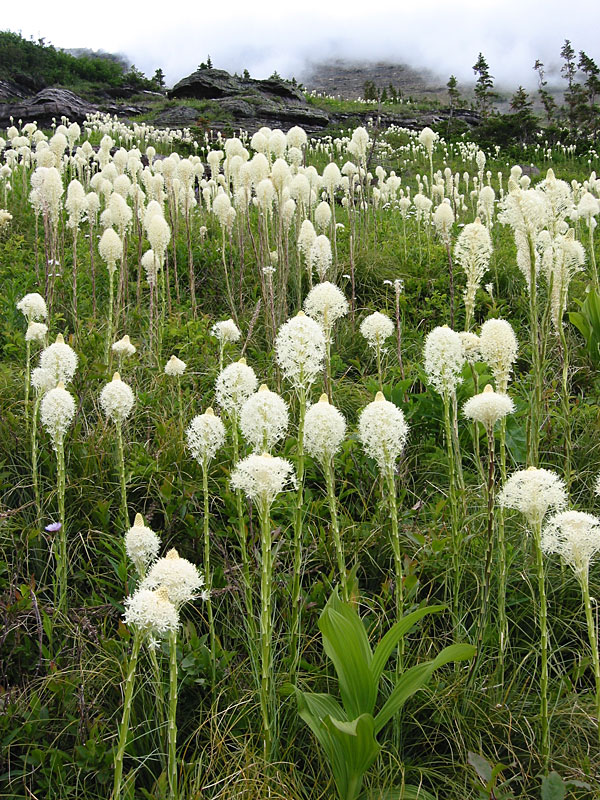
Miądrzyga tęga

Miądrzyga (Xerophyllum Michx.) – rodzaj wieloletnich, naziemnopączkowych roślin zielnych z rodziny melantkowatych. Należą do niego dwa północnoamerykańskie gatunki: miądrzyga tęga (Xerophyllum tenax (Pursh) Nutt.) i Xerophyllum asphodeloides (L.) Nutt. Pierwszy gatunek występuje od zachodniej Kanady do zachodniej Kalifornii, drugi jest endemiczny dla Stanów Zjednoczonych, gdzie występuje od New Jersey do Alabamy. Oba gatunki zasiedlają piaszczyste, nizinne pagórki porośnięte sosnami smołowymi, suchymi lasami dębowo-orzesznikowymi z domieszką Pinus echinata i sosny wirginijskiej, a także lasy górskie. Nazwa naukowa rodzaju pochodzi od greckich słów ξηρό (ksero – suchy) i φύλλων (phyllon – liście).

## Morfologia
PokrójRośliny zielne osiągające wysokość dwóch metrów.
ŁodygaPęd podziemny stanowi skrócone, zdrewniałe, bulwopodobne kłącze, na końcu którego powstają słabo rozwinięte, okryte łuskami cebule przybyszowe, które po kilku latach od powstania kwitną, a po owocowaniu obumierają. Pęd naziemny wzniesiony, nierozgałęziony.
LiścieLiście głównie odziomkowe, skrętoległe, tworzące kępkową rozetkę. Blaszki liściowe łukowato wygięte, u nasady rozszerzone, dystalnie zwężone, nitkowato-równowąskie, kolankowe, sztywne, o piłkowanych brzegach. Na pędzie kwiatostanowym powstaje wiele nitkowato-równowąskich przysadek.
KwiatyKwiaty obupłciowe, sześciopręcikowe, podzalążniowe, szypułkowe, zebrane w gęsty kwiatostan, wpierw baldachogroniasty, następnie wydłużający się i groniasty. Szypułki o długości 3–5 cm. Okwiat pojedynczy, złożony z sześciu kremowobiałych, rozwartych, podługowatych lub odwrotnie jajowatych listków równej lub różnej długości. Pręciki słabo wyrastające ponad okwiat, o szydłowatych, poszerzonych u nasady nitkach i dwukomorowych główkach. Zalążnia górna, trójkomorowa, przechodząca w trzy zakrzywione szyjki słupka, doosiowo zakończone brodawkowatymi znamionami.
OwoceZbliżone do torebek, kuliste do jajowatych, pękające wzdłuż szwów, trzykomorowe. W każdej komorze obecnych jest od dwóch do czterech zielonkawo-brązowych,podługowato-wrzecionowatych, trójkątnych w przekroju nasion.

## Systematyka
Według Angiosperm Phylogeny Website (aktualizowany system APG IV z 2016) rodzaj zaliczany jest do monotypowej podrodziny Xerophylleae w rodzinie melantkowatych (Melanthiaceae), należącej do rzędu liliowców (Liliales) zaliczanych do jednoliściennych (monocots).

## Zagrożenie i ochrona
Xerophyllum asphodeloides objęty jest ochroną gatunkową na podstawie przepisów stanowych w Georgii (status R – rzadki), Kentucky (H – historyczny) i Tennessee (T – zagrożony).

## Zastosowanie
Rośliny spożywczeKłącza miądrzygi tęgiej są jadalne po upieczeniu.
Rośliny leczniczeIndianie stosowali okłady z przeżutych kłączy miądrzygi tęgiej, mających działanie ściągające, na rany. Piana powstająca w trakcie ucierania tego pędu używana była do przemywania bolących oczu. Wywar z kłącza stosowany był również do przemywania zwichniętych i złamanych kończyn.
Rośliny włóknisteZ liści miądrzygi produkowane są wodoszczelne kosze, używane do gotowania żywności. Drobniejsze liście wykorzystywane są do plecenia spódniczek, kapeluszy i płaszczy.
Rośliny ozdobneOba gatunki są uprawiane dla efektownych, białych kwiatostanów.